# Митрофанов, Денис Юрьевич
Денис Юрьевич Митрофанов (род. 9 января 2002, Семипалатинск, Восточно-Казахстанская область) — казахстанский футболист, нападающий белорусского клуба «Ислочь».

## Клубная карьера
Футбольную карьеру начинал в 2019 году.
1 июня 2021 года в матче против клуба «Тараз» дебютировал в казахстанской Премьер-лиге (2:0), выйдя на замену на 90-й минуте вместо Вагнера Лава.
Летом 2021 года перешёл в российский клуб «Кайрат» Москва. 29 августа 2021 года в матче против клуба «Динамо» Санкт-Петербург дебютировал в ФНЛ-2.
В январе 2023 года проходил просмотр в белорусском клубе «Ислочь». Вскоре футболист подписал контракт с клубом, рассчитанный до конца 2024 года. Дебютировал за клуб 18 марта 2023 года в матче против минского «Динамо». Дебютный гол за клуб забил 14 апреля 2023 года в матче против бобруйской «Белшины». В сезоне 2024 года провел за клуб всего 3 игры, так как получил травму и был прооперирован. В июле 2025 года покинул «Ислочь» в связи с расторжением контракта по обоюдному согласию. За первую часть сезона-2025 провел лишь 1 матч: 30 мая отыграл менее 10 минут в победной встрече высшей лиги с брестским «Динамо» (2:1). Всего за 2,5 года в «Ислочи» сыграл 33 матча, в которых оформил 9+2 по системе «гол+пас».

## Карьера в сборной
9 октября 2019 года дебютировал за сборную Казахстана до 19 лет в матче против сборной Хорватии до 19 лет (0:3).
В июне 2023 года футболист получил вызов в молодёжную сборную Казахстана. В сентябре 2023 года футболист вместе со сборной отправился на квалификационные матчи молодёжного чемпионата Европы. Дебютировал за сборную 7 сентября 2023 года в матче против сборной Венгрии.

## Клубная статистика
| Клуб              | Сезон            | Лига | Лига | Кубки | Кубки | Еврокубки | Еврокубки | Итого | Итого |
| Клуб              | Сезон            | Игры | Голы | Игры  | Голы  | Игры      | Голы      | Игры  | Голы  |
| ----------------- | ---------------- | ---- | ---- | ----- | ----- | --------- | --------- | ----- | ----- |
| Алтай             | 2020             | 11   | 2    | —     | —     | —         | —         | 11    | 2     |
| Алтай             | Итого            | 11   | 2    | —     | —     | —         | —         | 11    | 2     |
| → Алтай М         | 2019             | 25   | 8    | —     | —     | —         | —         | 25    | 8     |
| → Алтай М         | Итого            | 25   | 8    | —     | —     | —         | —         | 25    | 8     |
| Кайрат            | 2021             | 2    | 0    | 4     | 0     | 0         | 0         | 6     | 0     |
| Кайрат            | Итого            | 2    | 0    | 4     | 0     | 0         | 0         | 6     | 0     |
| → Кайрат-Жастар   | 2021             | 4    | 2    | —     | —     | —         | —         | 4     | 2     |
| → Кайрат-Жастар   | Итого            | 4    | 2    | —     | —     | —         | —         | 4     | 2     |
| → Кайрат (Москва) | 2021/22          | 11   | 2    | 0     | 0     | —         | —         | 11    | 2     |
| → Кайрат (Москва) | Итого            | 11   | 2    | 0     | 0     | —         | —         | 11    | 2     |
| Атырау            | 2022             | 8    | 0    | 4     | 0     | —         | —         | 12    | 0     |
| Атырау            | Итого            | 8    | 0    | 4     | 0     | —         | —         | 12    | 0     |
| → Атырау М        | 2022             | 2    | 2    | —     | —     | —         | —         | 2     | 2     |
| → Атырау М        | Итого            | 2    | 2    | —     | —     | —         | —         | 2     | 2     |
| Ислочь            | 2023             | 27   | 9    | 2     | 0     | —         | —         | 29    | 9     |
| Ислочь            | 2024             | 2    | 0    | 1     | 0     | —         | —         | 3     | 0     |
| Ислочь            | Итого            | 29   | 9    | 3     | 0     | —         | —         | 32    | 9     |
| Всего за карьеру  | Всего за карьеру | 92   | 25   | 11    | 0     | 0         | 0         | 103   | 25    |